# Pavel Stanchev

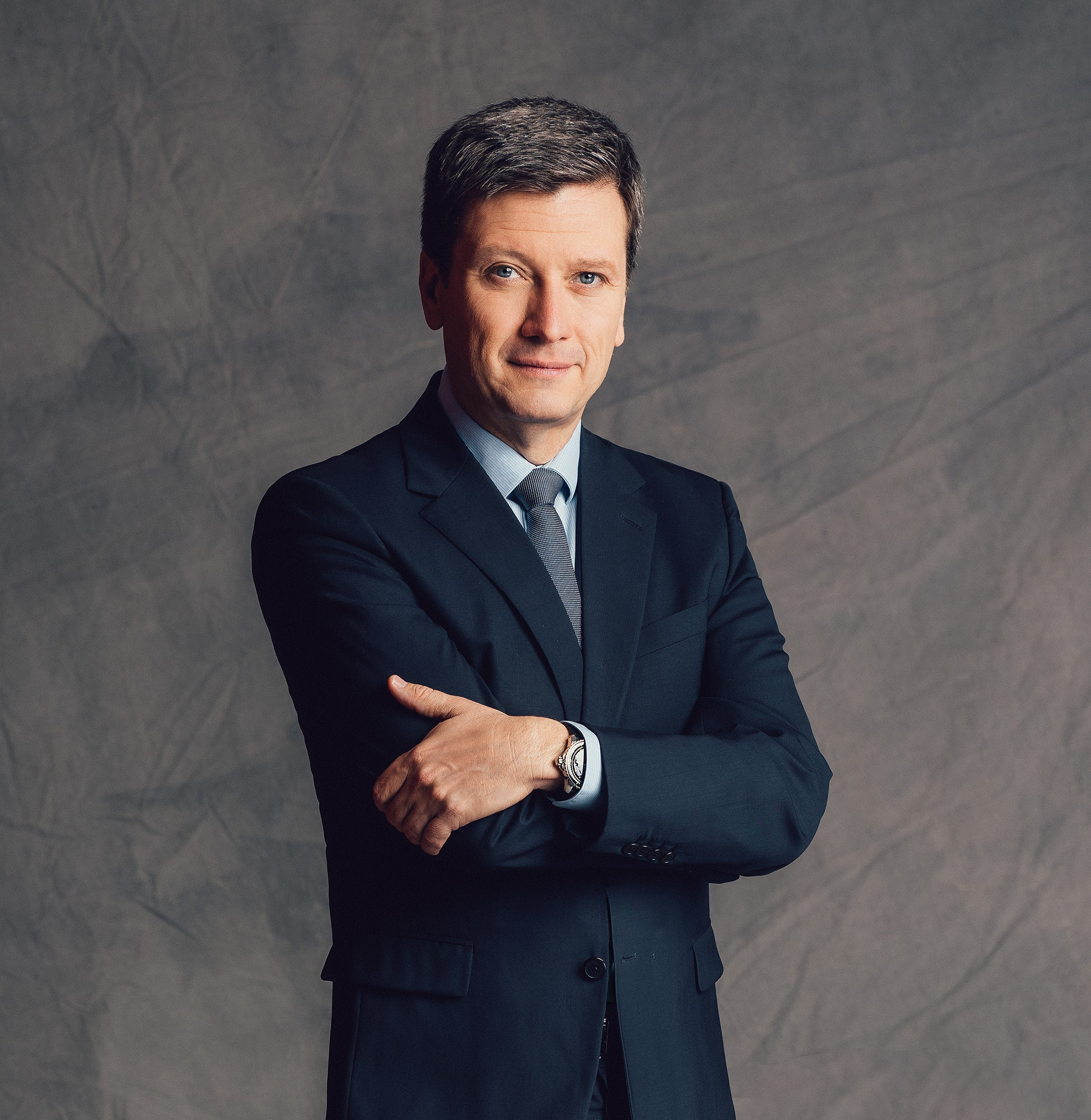
Pavel Stantchev

Pavel Stantchev (Pavel Stanchev) (cirillel: Павел Станчев; bolgárból szabályosan átírva: Pavel Sztantcsev) (Szófia, 1966. augusztus 26. –) francia–bolgár származású nemzetközi médiapiaci szakember, a TV2 Csoport és a Planet TV vezérigazgatója.

## Életpályája
Pavel Stantchev a Szófiai Ohridi Szent Kelemen Egyetemen tanult, majd 1992-ben a párizsi École Superieure de Journalisme-en (ESJ) szerzett diplomát. Tanulmányi ideje alatt újságíróként és tanácsadóként dolgozott a L’Express, az Expansion és a Hersant francia médiumoknál, majd diplomája megszerzése után 1992 és 1996 között a svájci Ringier AG fejlesztésekért felelős vezetője volt. A Ringiernél eltöltött négy év után 2002-ig az HBO (Time Warner) nemzetközi üzletfejlesztési igazgatója, ezt követően pedig a romániai és bulgáriai HBO ügyvezető igazgatója volt.
2003-ban a horvát RTL, egy évvel később pedig a bolgár Nova Television vezérigazgatójának nevezték ki. A Nova Televíziónál betöltött pozíciója után, 2009-ben a román Kanal D csatorna vezérigazgatója lett.
2010-ben csatlakozott a görög Antenna Grouphoz, majd az Antenna SE Europe és a szlovén Planet TV vezérigazgatója lett, ezután 2014-től a bTV Media Group (CME) vezérigazgatói tisztségét töltötte be 2016-ig.
2018-ban a TF1 Distribution vezérigazgatójának választották, amely a francia TF1 Group tagja.
2019 májusától a TV2 Csoport vezérigazgatója, majd 2020 októberétől, miután a TV2 megvásárolta, a szlovén Planet TV vezérigazgatói tisztségét is betölti.

## Mérföldkövek
A Ringier Groupnál végzett munkája során számos újság és folyóirat elindításában vett részt Európában és Ázsiában egyaránt.
Alapító vezérigazgatója volt az HBO romániai és bulgáriai központjának, majd a horvát RTL-nek, amely 2003-ban nyerte el az országos, televíziós frekvencia licenszét. 
A bolgár Nova TV-nél végzett munkájának eredményeként a csatorna közönségaránya 9 százalékról 21 százalékra (18-49 korcsoport) nőtt, miután több népszerű műsor elindításában is közreműködött: Big Brother, Áll az alku, Star Academy. Munkájával és szakmai tudásával a Nova TV Európa egyik legjövedelmezőbb csatornájává nőtte ki magát, és 2008-ban 628 millió euróért vásárolta mega svéd MTG.
Az Antenna SEE vezérigazgatójaként részt vett a régió számos tévécsatornájának és rádiójának akvizíciójában és elindításában (Prva Plus Serbia, Prva Montenegro, Planet TV Slovenia).
A bTV Media Group-nál (BMG) számos sikeres műsor elindítását irányította, többe között az ő nevéhez fűződik a Farm, a MasterChef és a Voice. A BMG közönségaránya 36 százalékról 40 százalékra (18-49) emelkedett Pavel Stanchev igazgatása során, továbbá a csoport jövedelmezősége is növekedett, és ezzel a bTV a legerősebb brand lett Bulgáriában.
A TF1 csoportnál végzett munkája során részt vett Pay-TV és többek között a francia, belga és afrikai távközlési szolgáltatókkal folytatott tárgyalásokban, a svájci és belga reklámértékesítésben, valamint a Salto OTT platformjának francia tárgyalásain is. 
Vezetése alatt a TV2 Média Csoport Magyarország piacvezető csatornacsaládjává nőtte ki magát. 2020-ban a TV2 teljes napra vetítve (18-49, 18-59, 4+) átvette a vezetést számos, külföldön már nagy közönségsikert elérő műsor elindításával, mint például a Nicsak, ki vagyok? – A rejtélyek színpada, a Dancing with the Stars – Mindenki táncol, a Farm VIP vagy a Tények Plusz. 2020-ban a TV2 Csoport megvásárolta a Telekom Slovenijétől a harmadik legnagyobb szlovén tévétársaságot, a Planet TV-t, és ezáltal a csatorna regionális terjeszkedésbe kezdett.
Irányítása alatt 2024 március 8-án, a FEM3 programhelyén elindult a TV2 Klub, a TV2 Csoport nőknek szóló kábelcsatornája.
Irányítása alatt 2024 őszén a TV2-n 12 év után visszatért a csatorna ikonikus tehetségkutató műsora, a Megasztár.
2024-ben újra a TV2 volt a legnézettebb csatorna teljes napon és főműsoridőben is. Már a 3. őszi szezon volt zsinórban, amikor Pavel Stantchev vezetése alatt főműsoridőben is nyerni tudott a TV2 mindhárom kiemelt korcsoportban (A18-59, A18-49, A4+) a főcsatornát tekintve, és a csatornacsaládok versenyében egyaránt
A kommunizmus áldozatainak emléknapján, február 25-én a korábban a legjobb pályakezdő irodalmi díjjal Bulgáriában kitüntetett, később Franciaországban (a TF1-nél), és Európa több is országában is médiumot vezető, majd 2019 óta Magyarországon a TV2-t irányító Pavel Stantchev Egy éjszaka, két reggel című, felkavaró tragédiáját mutatták be nagy sikerrel a Kertész Imre Intézetben. Az előadást Káel Csaba rendezte. A három főszereplő: Őze Áron, Lengyel Ferenc és Balázsovits Edit.